# Cycas armstrongii
Cycas armstrongii — вид голонасінних рослин класу саговникоподібні (Cycadopsida).
Етимологія: вшанування Джона Армстронга, колекціонера для Королівських ботанічних саді.

## Опис
Стебла деревовиді, 3(6) метрів заввишки, 5–11 см діаметром у вузькому місці. Листки яскраво-зелені, напівглянсові до високоглянсові, довжиною 55–90 см. Пилкові шишки яйцевиді, помаранчеві, довжиною 11–20 см, 75–10 см діаметром. Мегаспорофіли 13–22 см завдовжки, сіро-повстяні і коричнево-повстяні. Насіння плоске, яйцевиде, 34–37 мм завдовжки, 32–36 мм завширшки; саркотеста помаранчево-коричнева, не вкрита нальотом, товщиною 3–4 мм.

## Поширення, екологія
Країни поширення: Австралія (Північна територія). Поширений вид у щільних і великих популяціях на піску. Рослини знаходяться під відкритим тропічних листяних рідколіссях, рідше в кам'янистих місцях.

## Загрози та охорона
Розчищення і невідповідні пожежні режими — основні загрози. Збільшення інтенсивності вогню, зокрема, пов'язаних з ростом навантаження палива через вторгнення екзотичних трав, як очікується, призведе до зростання смертності. Вважається, що швидкість очищення і втрати через пожежі може призвести до втрати щонайменше, 30 % населення протягом трьох поколінь. Вид знаходиться в наступних парках і заповідниках: англ. Berry Springs Nature Park, Black Jungle Conservation Area, Blackmore River Conservation Reserve, Casuarina Coastal Reserve, Djukbinj National Park, Garig Gunak Barlu National Park, Holmes Jungle Nature Park, Howard Springs Hunting Reserve, Howard Springs Nature Park, Kakadu National Park, Litchfield National Park, Manton Dam Recreation Area.